# القرن العشرين العهد الجديد
العهد الجديد للقرن العشرين (TCNT) هي ترجمة إنجليزية للعهد الجديد.
نشرت في الأصل في ثلاثة أجزاء بين 1898 و 1901، وتعتبر أول ترجمة للكتاب المقدس إلى اللغة الإنجليزية في الوقت الحاضر. وبعد تنقيحات أخرى بناء على اقتراحات من القراء، نُشرت النسخة النهائية في عام 1904. تم إنتاج العهد الجديد للقرن العشرين في بريطانيا على مدى 15 عامًا من قبل مجموعة من حوالي 20 شخصًا. على الرغم من أنهم كانوا يتقنون اللغة اليونانية "الكوينية" في العهد الجديد، لم يكن المترجمون علماء مهنيين بل قطاعا عرضيا متنوعا من وزراء المجتمع، وربات البيوت، ومعلمي المدارس، وعمال السكك الحديدية، ورجال الأعمال. ومع ذلك، فقد شاطروا الرغبة (كما وضعت مقدمة لعملهم)، "أن يفعلوا للأمة الإنجليزية ما تم فعله بالفعل للناس من جميع البلدان الأخرى تقريبا -لتمكين الإنجليز من قراءة الجزء الأكثر أهمية من الكتاب المقدس في ذلك الشكل من لغتهم الخاصة التي يستخدمونها بأنفسهم".
ومع تقدم المشروع قام كل من ج. ريندل هاريس وريتشارد فرانسيس ويماوث، وهما عالمان معروفان في ذلك الوقت، بتقديم النصح الطوعي للفريق، مما ساعد على ضمان النزاهة العلمية. كما جرت الترجمة باستخدام نص وستكوت وهورت للعهد الجديد اليوناني، الذي كان آنذاك احدث النصوص، مما زاد من دقة ترجمتهما.
وفي انقطاع عن معظم الترجمات، يقوم الـ TCNT بترتيب كتب العهد الجديد بالترتيب الذي يعتقد العلماء أنها كُتبت به -على سبيل المثال، يأتي مرقس قبل ماثيو. كما أنها تشمل مقدمات موجزة قبل كل كتاب. بسبب اهتمام المترجمين الدقيق بأفضل المنح الدراسية في زمنهم، استنتج بروس متزجر أن نسختهم لا تزال جيدة بشكل لافت للنظر اليوم، على الرغم من مرور أكثر من 100 سنة.
في استراحة مع معظم الترجمات، وترتب